# Aydie
Aydie [ajdi] est une commune française, située dans le département des Pyrénées-Atlantiques en région Nouvelle-Aquitaine.

## Géographie

### Localisation
La commune d'Aydie se trouve dans le département des Pyrénées-Atlantiques, en région Nouvelle-Aquitaine.
Elle se situe à 51 km par la route de Pau, préfecture du département, et à 40 km de Serres-Castet, bureau centralisateur du canton des Terres des Luys et Coteaux du Vic-Bilh dont dépend la commune depuis 2015 pour les élections départementales. 
La commune fait en outre partie du bassin de vie de Riscle.
Les communes les plus proches sont : 
Aubous (2,6 km), Arrosès (3,2 km), Mont-Disse (3,9 km), Madiran (4,2 km), Viella (4,3 km), Maumusson-Laguian (4,4 km), Saint-Lanne (4,4 km), Aurions-Idernes (4,4 km).
Sur le plan historique et culturel, Aydie fait partie de la province du Béarn, qui fut également un État et qui présente une unité historique et culturelle à laquelle s’oppose une diversité frappante de paysages au relief tourmenté.

### Communes limitrophes
Les communes limitrophes sont  Arrosès, Aubous, Mont-Disse, Saint-Lanne et Viella.
| Aubous     | Viella (Gers) |                               |
| Mont-Disse | Aydie         | Saint-Lanne (Hautes-Pyrénées) |
|            | Arrosès       |                               |

### Hydrographie

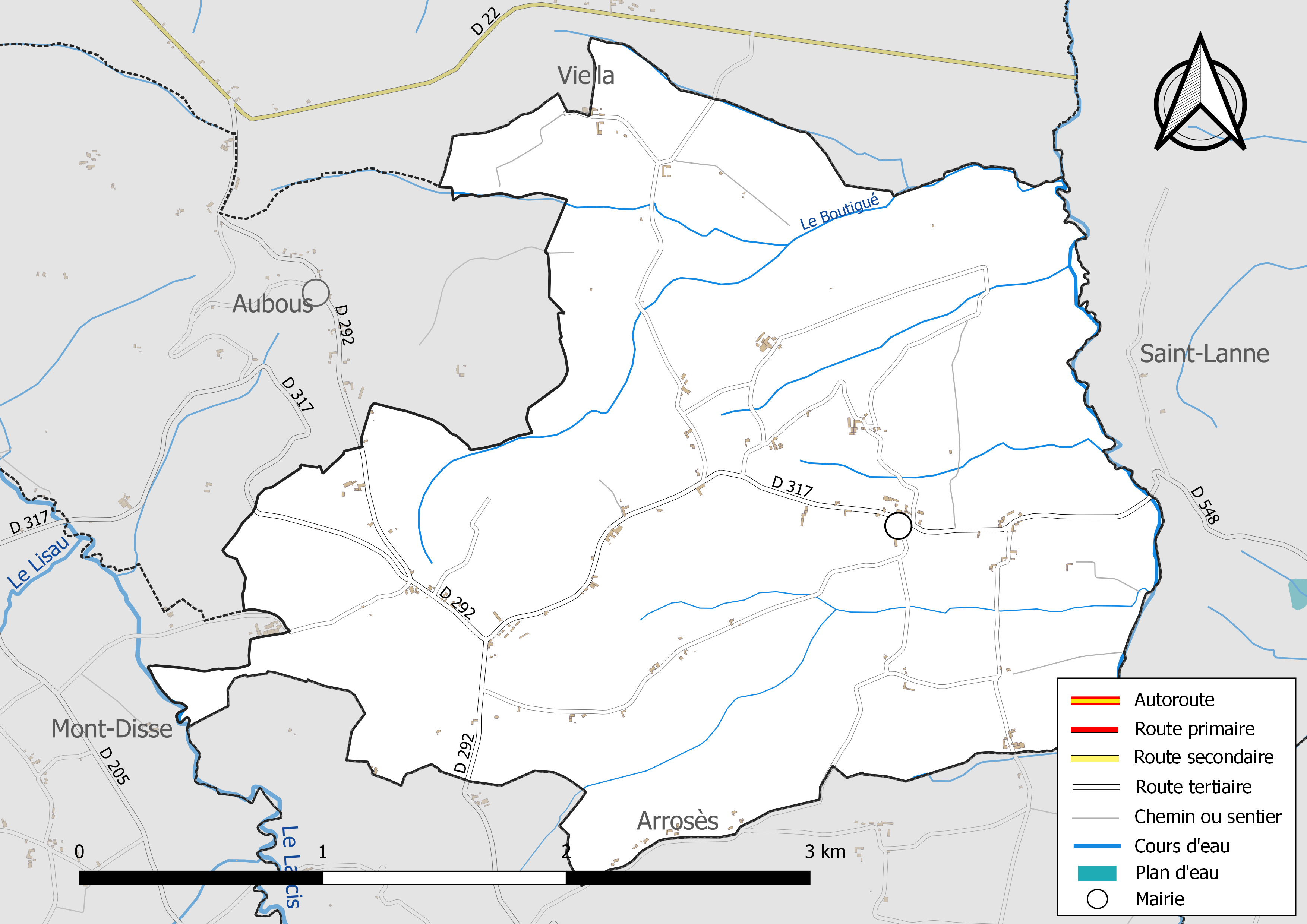
Réseaux hydrographique et routier d'Aydie.

La commune est drainée par le Larcis, le Saget, le Boutigué et par divers petits cours d'eau, constituant un réseau hydrographique de 10 km de longueur totale,.
Le Larcis, d'une longueur totale de 34,8 km, prend sa source dans la commune de Luc-Armau, et s'écoule vers le nord-ouest. Il se jette dans le Léez à Projan, après avoir traversé 20 communes.
Le Saget, d'une longueur totale de 18,7 km, prend sa source dans la commune de Crouseilles et s'écoule du sud vers le nord. Il traverse la commune et se jette dans l'Adour à Saint-Mont, après avoir traversé 10 communes.

### Climat
Pour des articles plus généraux, voir Climat de la Nouvelle-Aquitaine et Climat des Pyrénées-Atlantiques.
Historiquement, la commune est exposée à un climat océanique aquitain.  
En 2020, Météo-France publie une typologie des climats de la France métropolitaine dans laquelle la commune est dans une zone de transition entre le climat océanique et le climat océanique altéré et est dans la région climatique Aquitaine, Gascogne, caractérisée par une pluviométrie abondante au printemps, modérée en automne, un faible ensoleillement au printemps, un été chaud (19,5 °C), des vents faibles, des brouillards fréquents en automne et en hiver et des orages fréquents en été (15 à 20 jours).
Pour la période 1971-2000, la température annuelle moyenne est de 13,5 °C, avec une amplitude thermique annuelle de 14,8 °C. Le cumul annuel moyen de précipitations est de 986 mm, avec 11,2 jours de précipitations en janvier et 7,3 jours en juillet. Pour la période 1991-2020, la température moyenne annuelle observée sur la station météorologique la plus proche, située sur la commune de Mont-Disse à 4 km à vol d'oiseau, est de 13,9 °C et le cumul annuel moyen de précipitations est de 1 010,8 mm,. Pour l'avenir, les paramètres climatiques de la commune estimés pour 2050 selon différents scénarios d'émission de gaz à effet de serre sont consultables sur un site dédié publié par Météo-France en novembre 2022.

### Milieux naturels et biodiversité
Aucun espace naturel présentant un intérêt patrimonial n'est recensé sur la commune dans l'inventaire national du patrimoine naturel,,.

## Urbanisme

### Typologie
Au 1er janvier 2024, Aydie est catégorisée commune rurale à habitat très dispersé, selon la nouvelle grille communale de densité à sept niveaux définie par l'Insee en 2022.
Elle est située hors unité urbaine et hors attraction des villes,.

### Occupation des sols

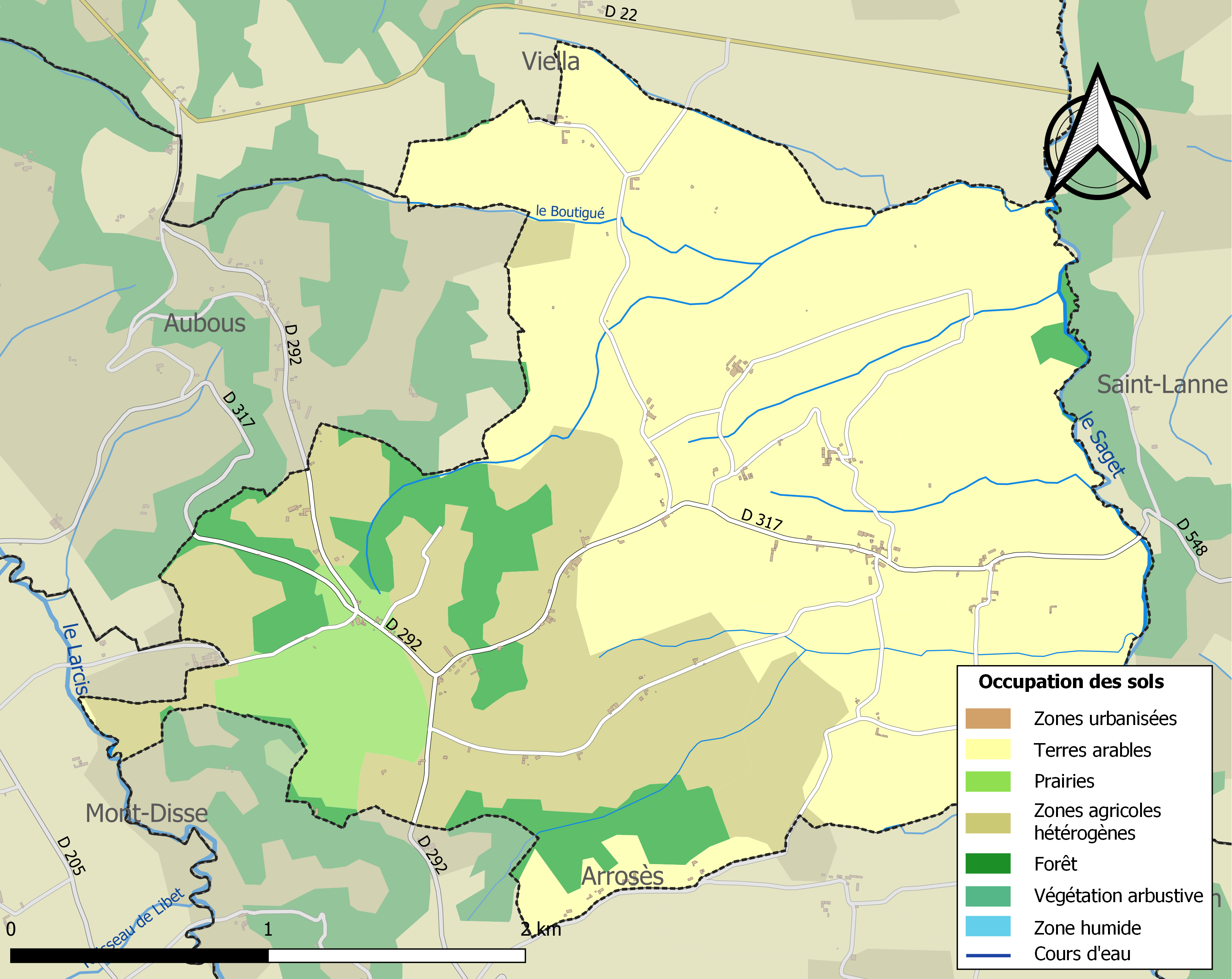
Carte des infrastructures et de l'occupation des sols de la commune en 2018 (CLC).

L'occupation des sols de la commune, telle qu'elle ressort de la base de données européenne d’occupation biophysique des sols Corine Land Cover (CLC), est marquée par l'importance des territoires agricoles (91 % en 2018), en augmentation par rapport à 1990 (88,2 %). La répartition détaillée en 2018 est la suivante : 
terres arables (36 %), cultures permanentes (27,1 %), zones agricoles hétérogènes (22,8 %), forêts (9 %), prairies (5,1 %). L'évolution de l’occupation des sols de la commune et de ses infrastructures peut être observée sur les différentes représentations cartographiques du territoire : la carte de Cassini (XVIIIe siècle), la carte d'état-major (1820-1866) et les cartes ou photos aériennes de l'IGN pour la période actuelle (1950 à aujourd'hui).

### Lieux-dits et hameaux
- Aveillé[24]
- Bardou[6]
- Bayliot[6]
- Boutigué[6]
- Cau[6]
- Caunille[6]
- Le Château[25],[6]
- Curon[26],[6]
- Dabadie[27],[6]
- Estrémau[28],[6]
- Hardoy[6]
- Jouandou[6]
- Laforêt[6]
- Lafosse[6]
- Larribau[6]
- Larrouy[6]
- Laudique[29],[6]
- Lerp[30]
- Maillet[31]
- Marty[6]
- Mondain[32]
- Moulié[6]
- Mourchette[33],[6]
- Moutha[34]
- Parthonnaud[35]
- Pellé[6]
- Pessus[36]
- Poey[37],[38]
- le Pucheu[39]
- Saint-Martin[6]
- Thillet[6]

### Voies de communication et transports
La commune est desservie par les routes départementales D 292 et D 317.

### Risques majeurs
Le territoire de la commune d'Aydie est vulnérable à différents aléas naturels : météorologiques (tempête, orage, neige, grand froid, canicule ou sécheresse), inondations et séisme (sismicité faible). Un site publié par le BRGM permet d'évaluer simplement et rapidement les risques d'un bien localisé soit par son adresse soit par le numéro de sa parcelle.
Certaines parties du territoire communal sont susceptibles d’être affectées par le risque d’inondation par une crue à  débordement lent de cours d'eau, notamment le Saget et le Larcis. La commune a été reconnue en état de catastrophe naturelle au titre des dommages causés par les inondations et coulées de boue survenues en 1982 et 2009,.

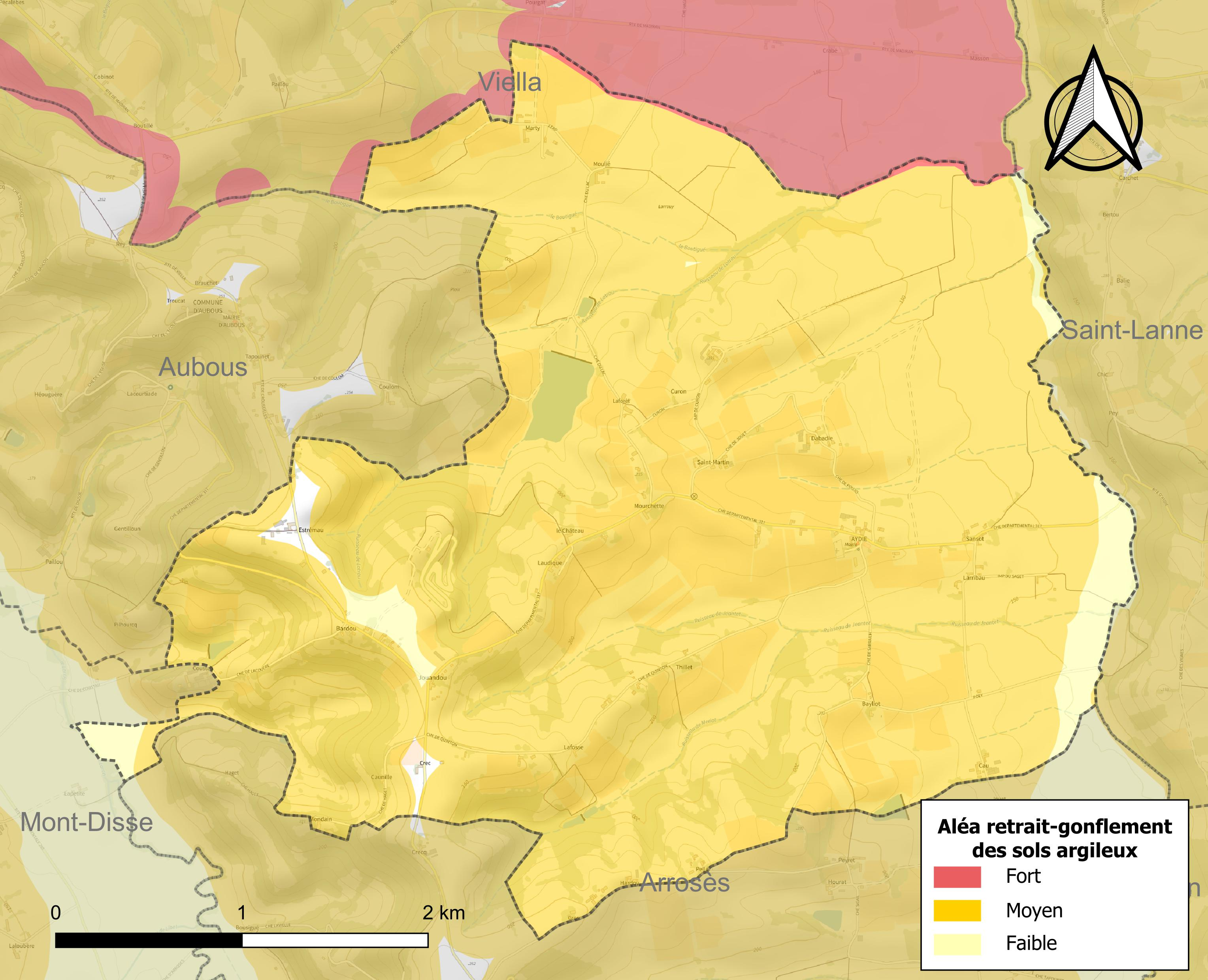
Carte des zones d'aléa retrait-gonflement des sols argileux d'Aydie.

Le retrait-gonflement des sols argileux est susceptible d'engendrer des dommages importants aux bâtiments en cas d’alternance de périodes de sécheresse et de pluie. 96,1 % de la superficie communale est en aléa moyen ou fort (59 % au niveau départemental et 48,5 % au niveau national). Depuis le 1er octobre 2020, en application de la loi ELAN, différentes contraintes s'imposent aux vendeurs, maîtres d'ouvrages ou constructeurs de biens situés dans une zone classée en aléa moyen ou fort,.

## Toponymie
Le toponyme Aydie apparaît sous les formes 
Aidie (1385, censier de Béarn), 
Aydia (1542, censier de Conchez, B730, feuillet 93), 
Ayrie (1675, réformation de Béarn) et 
Aydie sur la carte de Cassini (fin XVIIIe siècle.
Pour Michel Grosclaude, outre une racine commune avec Aydius, l’origine du toponyme et sa signification demeurent obscures.
Le toponyme Abbadie est mentionné en 1385 (censier de Béarn).
Paul Raymond mentionne en 1863, les hameaux Le Bernet et Couquillon. L'Herm, autre écart d’Aydie est cité sous la graphie 
Lerm en 1538 (réformation de Béarn). Ce hameau était un fief vassal de la vicomté de Béarn.
Mondérous désignait en 1863, une vigne d’Aydie, et les Moulères, un hameau de cette même commune, tout comme le Pas du Ber.
Le toponyme Pouey ou Poey apparaît sous les formes 
lo Poey de Seubemea (1487, registre des Établissements de Béarn), 
lo Poey de Solamea et le Poey Sauvemea (respectivement 1546 et 1683, réformation de Béarn), 
Poey (XVIIIe siècle, carte de Cassini) et 
Poey de Sauvemea (1863, dictionnaire topographique Béarn-Pays basque).

## Histoire
Paul Raymond note qu'en 1385, Aydie comptait vingt-cinq feux, et Poey six, tous deux dépendant du bailliage de Lembeye.

## Politique et administration

### Liste des maires

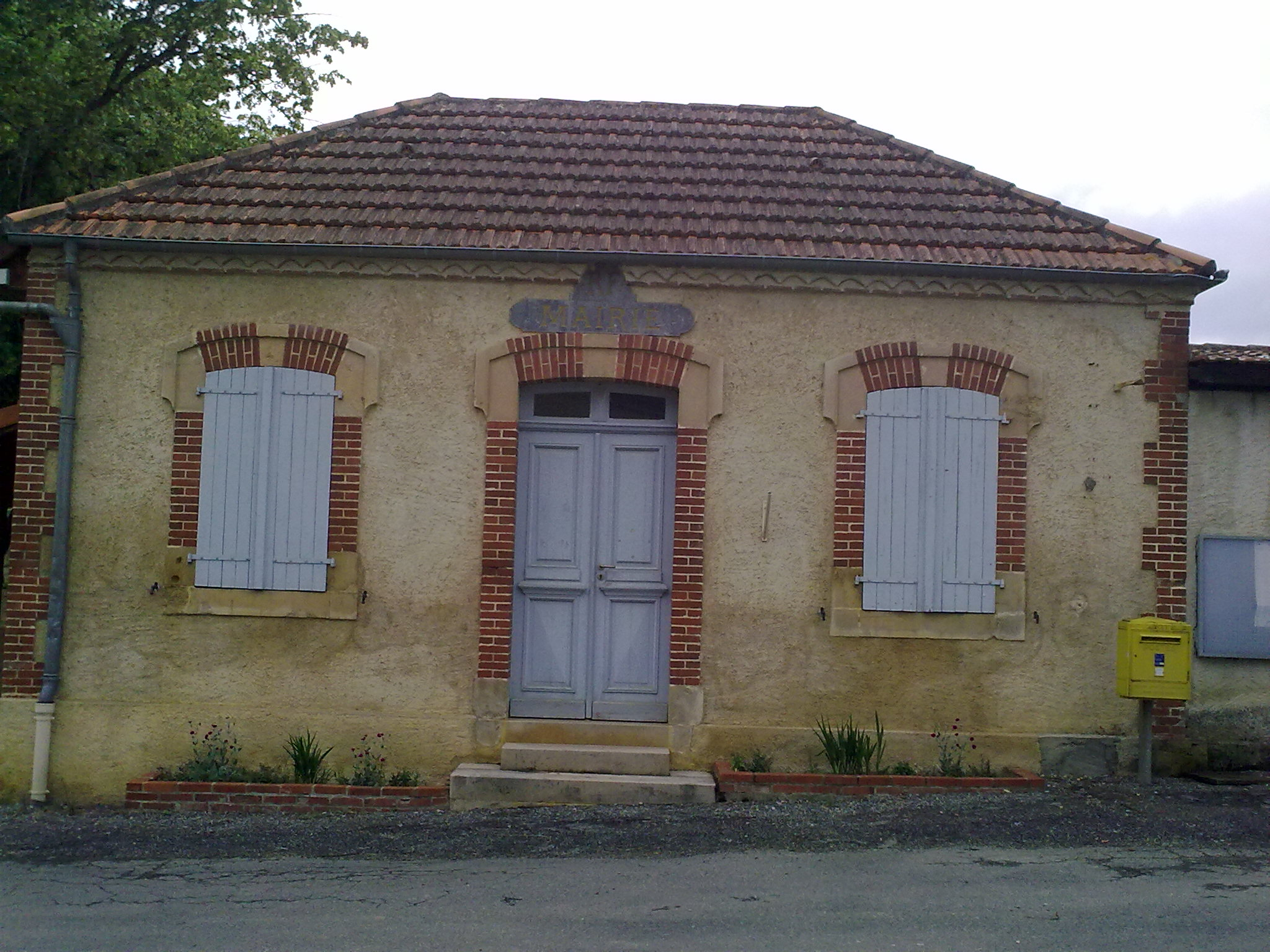
La mairie d'Aydie.

| Période                                  | Période  | Identité        | Étiquette | Qualité           |
| ---------------------------------------- | -------- | --------------- | --------- | ----------------- |
| Les données manquantes sont à compléter. |          |                 |           |                   |
| 1995                                     | En cours | Maurice Lacoste | DVD       | Retraité agricole |

### Intercommunalité
Aydie fait partie de cinq structures intercommunales :
- la Communauté de communes des Luys en Béarn ;
- le SIVU de la voirie de la région de Garlin ;
- le SIVU du Lées et affluents ;
- le syndicat d’énergie des Pyrénées-Atlantiques ;
- le syndicat intercommunal d’alimentation en eau potable Luy - Gabas - Léès.

## Population et société

### Démographie
L'évolution du nombre d'habitants est connue à travers les recensements de la population effectués dans la commune depuis 1793. Pour les communes de moins de 10 000 habitants, une enquête de recensement portant sur toute la population est réalisée tous les cinq ans, les populations de référence des années intermédiaires étant quant à elles estimées par interpolation ou extrapolation. Pour la commune, le premier recensement exhaustif entrant dans le cadre du nouveau dispositif a été réalisé en 2007.

En 2022, la commune comptait 134 habitants, en évolution de −2,9 % par rapport à 2016 (Pyrénées-Atlantiques : +3,78 %, France hors Mayotte : +2,11 %).
| 1793 | 1800 | 1806 | 1821 | 1831 | 1836 | 1841 | 1846 | 1851 |
| ---- | ---- | ---- | ---- | ---- | ---- | ---- | ---- | ---- |
| 118  | 427  | 538  | 502  | 566  | 615  | 541  | 570  | 550  |

| 1856 | 1861 | 1866 | 1872 | 1876 | 1881 | 1886 | 1891 | 1896 |
| ---- | ---- | ---- | ---- | ---- | ---- | ---- | ---- | ---- |
| 514  | 492  | 473  | 474  | 520  | 506  | 435  | 432  | 406  |

| 1901 | 1906 | 1911 | 1921 | 1926 | 1931 | 1936 | 1946 | 1954 |
| ---- | ---- | ---- | ---- | ---- | ---- | ---- | ---- | ---- |
| 410  | 404  | 382  | 265  | 272  | 258  | 251  | 231  | 203  |

| 1962 | 1968 | 1975 | 1982 | 1990 | 1999 | 2006 | 2007 | 2012 |
| ---- | ---- | ---- | ---- | ---- | ---- | ---- | ---- | ---- |
| 197  | 191  | 173  | 167  | 165  | 136  | 147  | 149  | 130  |

| 2017 | 2022 | - | - | - | - | - | - | - |
| ---- | ---- | - | - | - | - | - | - | - |
| 140  | 134  | - | - | - | - | - | - | - |

## Économie
La commune fait partie des zones d'appellation d'origine contrôlée (AOC) du madiran, du pacherenc-du-vic-bilh et du béarn.

## Culture locale et patrimoine

### Lieux et monuments

#### Patrimoine civil

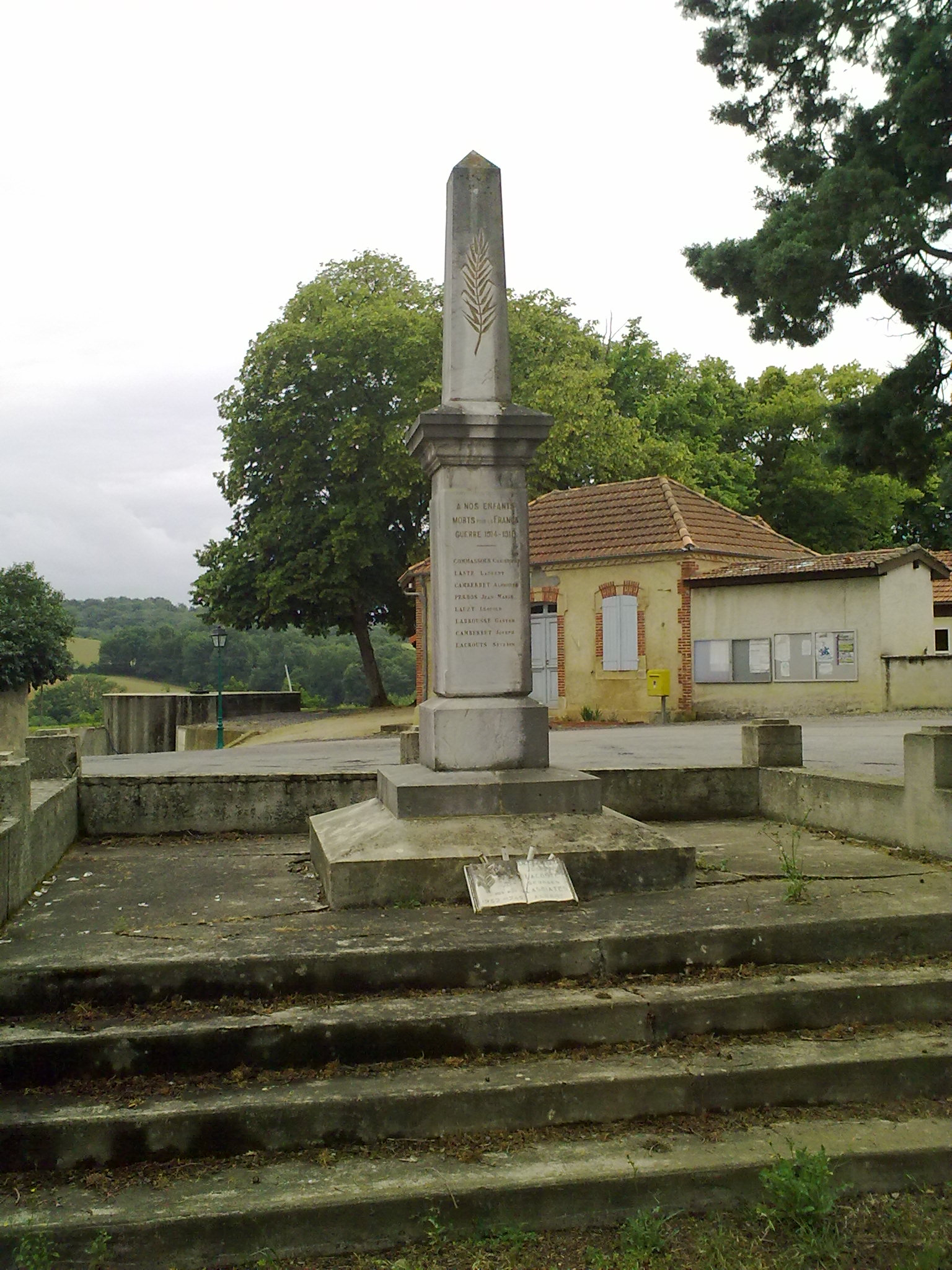
Le monument aux morts.

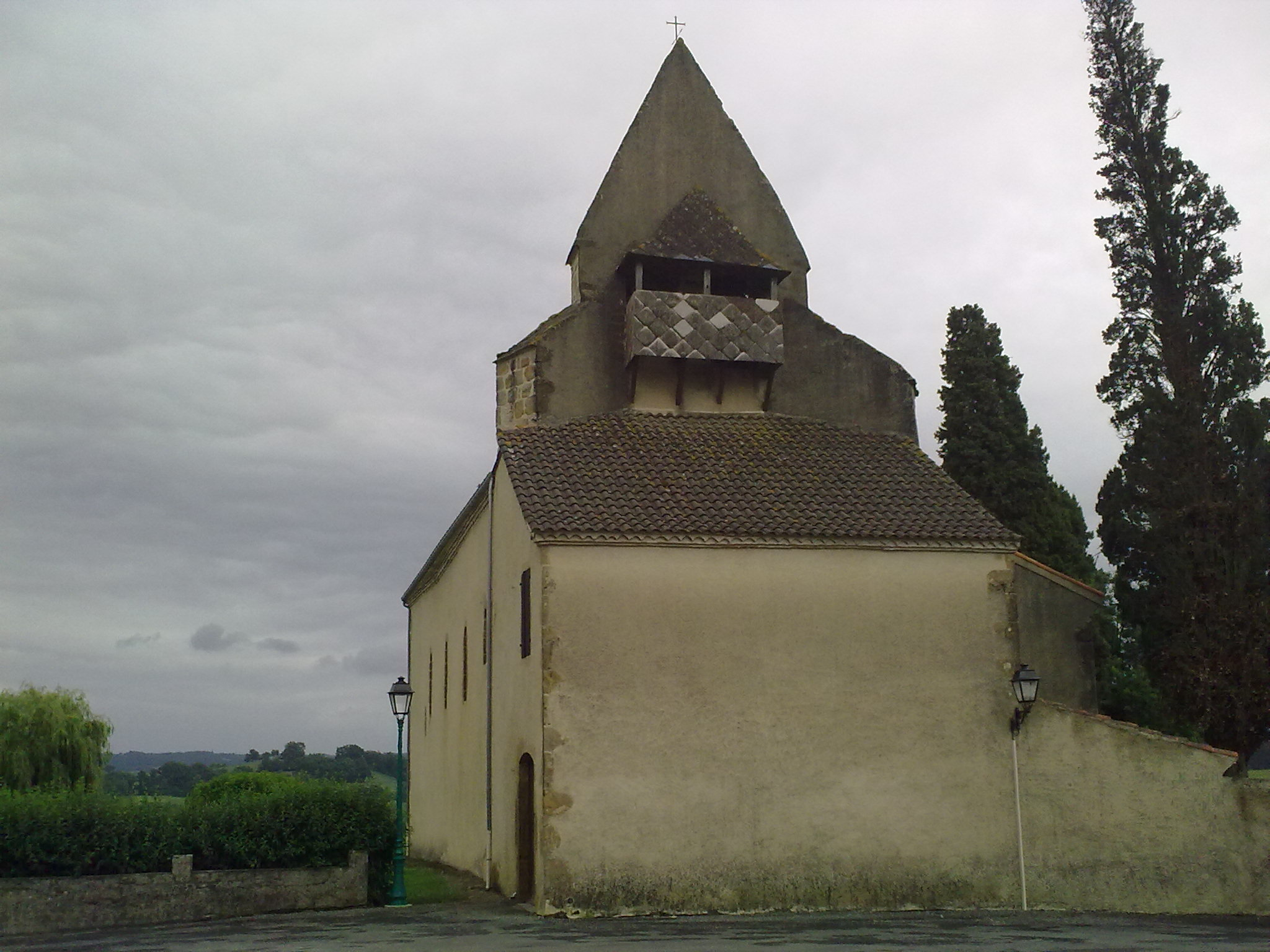
L'église Saint-Jean-Baptiste.

Un édifice fortifié datant du XIIe siècle (?), XIIIe siècle (?), XIVe siècle (?), est visible au lieu-dit Moutha. Il témoigne du passé ancien de la commune, tout comme le camp signalé par Mazeret sous le nom Tombat, au lieu-dit Mondain, et celui du lieu-dit le Pucheu.
Un château du XVIIe siècle se dresse sur le territoire de la commune. Dans le même lieu-dit (le Château), on peut voir une demeure de notable dite Château Peyre qui date de 1895.
Une croix monumentale datant de 1888 est visible au lieu-dit Mondain.
Un écart, Poey, signalé par l'inventaire général du patrimoine culturel, était au XVIe siècle une seigneurie jumelée avec celle de Sauveméa. Le moulin qui en dépendait (moulin de la Mothe) est signalé dès 1647 par Théophile de Mouret.
Diverses maisons et fermes,,,,,,,,,,, des XVIIIe et XIXe siècles sont visibles sur le territoire d'Aydie tout comme le presbytère dit Maison les Petits Pots Rouges qui date de 1848.

#### Patrimoine religieux
L'église Saint-Jean-Baptiste présente des vestiges datant des XIe et XIIe siècles. Elle recèle du mobilier (autel, retable et croix, crédence,  fonts baptismaux, bras de lumière, retable, maître-autel et gradins d’autel et l’ensemble du maître-autel), des tableaux (Christ en croix avec saint Jean, la Vierge et la Madeleine, baptême du Christ et prédication dans le désert), des statues (Vierge à l’Enfant et six statuettes) et des objets (six chandeliers d’autel, ostensoir, pyxide, calice et patène et tabernacle), inscrits à l'Inventaire général du patrimoine culturel.

### Personnalités liées à la commune
Joseph Peyré, né en 1892 à Aydie et décédé en 1968 à Cannes, est un écrivain français. Il obtint le prix Goncourt en 1935 pour Sang et Lumières. Il évoqua souvent son village natal sous le pseudonyme de Saint-Jean-des-Vignes.

## Pour approfondir